# 1634 a tudományban
Az 1634. év a tudományban és a technikában.

## Matematika
- Gilles de Roberval megmutatja, hogy egy ciklois területe háromszorosa egy körnek.
- Blaise Pascal olyan gépet épít, amellyel nyolcjegyű számokat lehet összeadni és kivonni.